# Список об'єктів Світової спадщини ЮНЕСКО в Суринамі
В списку об'єктів Світової спадщини ЮНЕСКО в Суринамі налічується 2 найменування (станом на 2011 рік).
| № | Зображення | Назва                                           | Місцеположення | Час створення | Час внесення до списку | №                                                   | Критерії |
| - | ---------- | ----------------------------------------------- | -------------- | ------------- | ---------------------- | --------------------------------------------------- | -------- |
| 1 |            | Природоохоронна територія Центрального Суринаму | —              | 1998          | 2000                   | 1017 [Архівовано 24 грудня 2018 у Wayback Machine.] | ix, x    |
| 2 |            | Історична внутрішня частина міста Парамарибо    | —              | 1640          | 2002                   | 940 [Архівовано 24 грудня 2018 у Wayback Machine.]  | ii, iv   |